# دان فوه
دان فوه (بالدنماركية: Danh Vō)‏ (وتُنطق يون فوه) (مواليد عام 1975) هو فنان فيتنامي المولد-دنماركي في فن الأداء المستوحى من الفن المفاهيمي. يعيش ويعمل في العاصمة الألمانية برلين ومكسيكو سيتي.
يون فوه مثلي الجنس علنا.

## النشأة والدراسة
وُلد دان فوه في مدينة 'با ريا'، في فيتنام في أغسطس عام 1975. بعد انتصار الشيوعيين وسقوط سايغون، تم إحضار عائلة فوه و 20,000 آخرين من الفيتناميين الجنوبيين في عام 1975. إلى جزيرة 'فو كووك' في عام 1979  عندما كان عمره 4 سنوات، فرت عائلته من فيتنام الجنوبية في قارب محلي الصنع وتم إنقاذه في البحر بواسطة سفينة شحن تابعة لشركة الشحن الدنماركية ميرسك. استقر أفراد العائلة في الدنمارك. ينعكس اندماج العائلة في الثقافة الأوروبية والأحداث التي أدت إلى هروبهم من فيتنام في فن فوه، الذي يقارن بين التاريخي والشخصي. عندما تم تسجيل يون فوه وعائلته من قبل السلطات الدنماركية، تم وضع اسم العائلة فوه ككنية أو لقب. تم تسجيل اسمه الأوسط، ترونغ، كاسمه الأول.
انتقل فوه إلى برلين في عام 2005، بعد الانتهاء من الدراسة في شتيديلسكوله (بالألمانية: Städelschule) في فرانكفورت، حيث ذهب بعد أن قرر عدم إكمال دراسة الرسم في الأكاديمية الملكية الدنماركية للفنون الجميلة في كوبنهاغن. كان لديه إقامات في فيلا أورورا في لوس أنجلوس (2006) وفي مؤسسة كاديست للفنون في باريس (2009). وهو يعيش في كل من برلين ومدينة مكسيكو.

## المسيرة المهنية

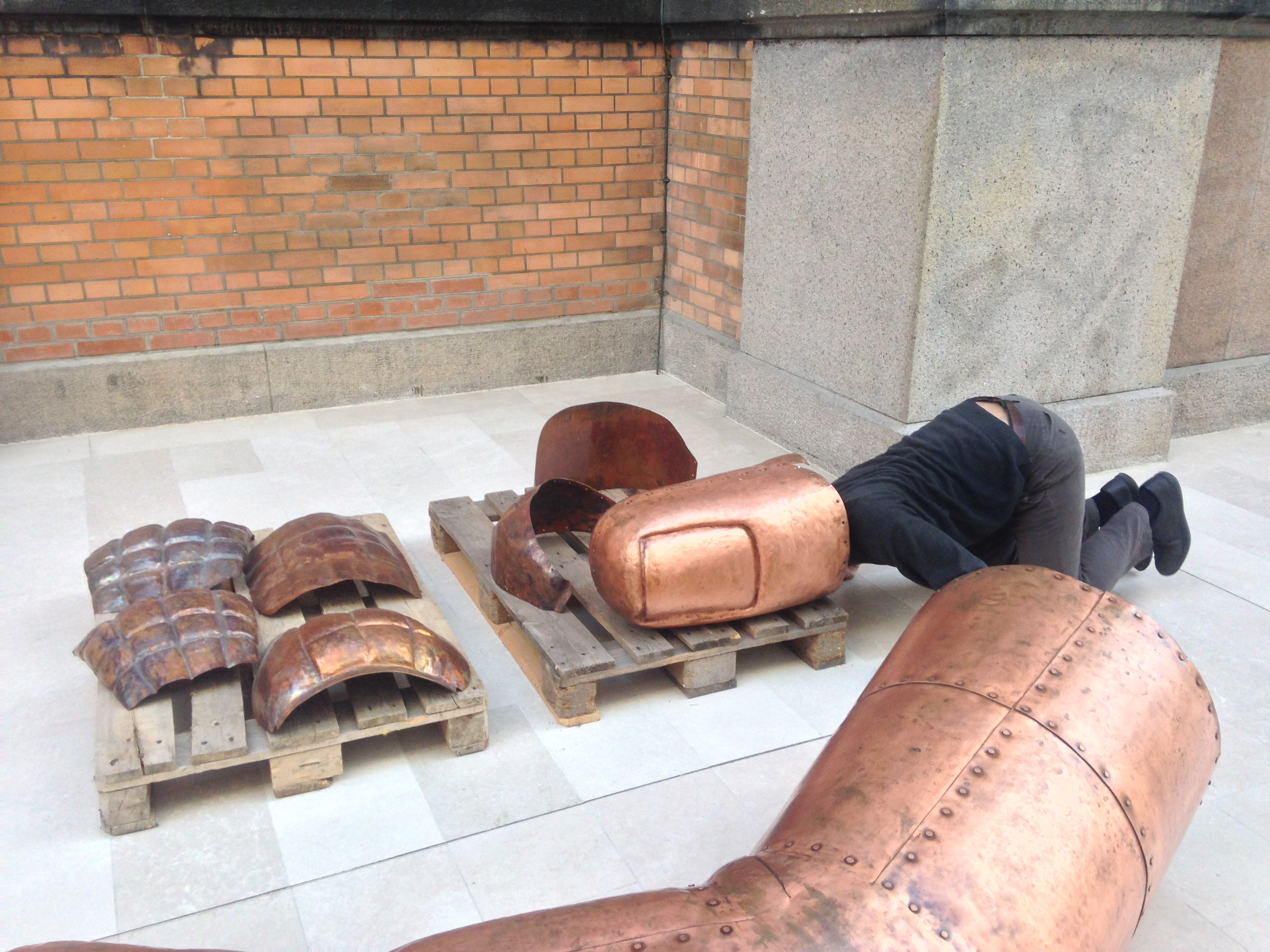
من أعمال دان فوه تت عنوان "نحن الشعب" (2010-2013) في عام 2013 في المعرض الوطني الدنماركي

تتكون الأعمال التنصيبية لفوه، من وثائق وصور ومصنفات أعمال فنانين آخرين، وهي تعالج غالباً قضايا الهوية والانتماء.
ضمن العمل المفاهيمي "فوه روساسكو راسموسين" (2002–) زواج الفنان من امرأة والطلاق الفوري وقائمة الأشخاص المهمين في حياته. بعد كل زواج، يحتفظ بلقب أو كنية زوجته السابقة. اسمه الرسمي هو "ترونغ كي يون فوه روساسكو راسموسن". عمله "أوما الطوطمط (بالدنماركية: Oma Totem)‏ (عام 2009)، هي عبارة عن نحت مكدسة من الهدايا ترحيب جدته من برنامج الإغاثة عند وصولها في ألمانيا في ثمانينات القرن العشرين، ويعرض فيه جهاز تلفزيون، وغسالة وثلاجة (مزينة بصليبها)، من بين عناصر أخرى.
من أجل عمله بعنوان "2.02.1861" (2009 -)، سأل الفنان والده فونغ فوه بأن ينقل آخر اتصال بين القسيس تيوفان فينارد ووالده قبل قطع رأسه في عام 1861 في فيتنام. على الرغم من وجود نسخ متعددة من الرسالة المسجلة (1200 في 2017)، سيظل العدد الإجمالي للرسائل غير معروف حتى وفاة فونغ فوه.
عمله «الاختناق الشهواني التلقائي» (2010)، عرض فوه صورًا وثائقية لشباب آسيويين تم أخذهم من قبل جوزيف كاريير، وهو عالم أنثروبولوجيا أمريكي ومتخصص في مكافحة التمرد عمل في فيتنام لمؤسسة راند من عام 1962 إلى عام 1973. لما كان في فيتنام، قام الناقل بتوثيق التفاعلات الخاصة التي لاحظها، من حميمية بين الرجال المحليين ليست بالضرورة أن تكون ذات طابع شبقي مثلي؛ أنتج أرشيفًا فوتوغرافيًا كبيرًا، أعطاها بعد ذلك إلى يون فوه.
ومن أعمال فوه الأخرى «نحن الشعب»، الذي تم إنشاؤه بين عامي 2010 و 2012، وفيه أعاد صياغة تمثال الحرية من 30 طناً من صفائح النحاس؛ وقام في عام 2013 بعملين يخلدان ذكرى كل من الفنان الراحل مارتن وونغ (1946-1999)، ووزير الدفاع الأمريكي الراحل روبرت ماكنامارا (1916-2009).
وقد قام الفنان بعديد المعارض في برلين، ومدينة نيويورك، ويقوم ببيع فنه في كل من باريس، ونيويورك وبرلين.
تمت مقاضاته في عام 2015، من قبل فنان هولندي، ولكن تم التنازل عن القضية بعد ان توصل محامو الطرفين إلى إتفاق.